# Прикалаусский
Прикала́усский — посёлок в Петровском районе (городском округе) Ставропольского края России.

## География
Посёлок находится в Предкавказье, на Прикалаусских высотах Ставропольской возвышенности, на реке Калаус.
Расстояние до краевого центра: 82 км. Расстояние до районного центра: 17 км.

## История
Основан в 1932 году. В дальнейшем стал центральной усадьбой совхоза «Петровский».
В соответствии с Указом Президиума Верховного Совета РСФСР от 21 сентября 1964 года посёлок Центральная усадьба совхоза «Петровский» был переименован в посёлок Прикалаусский.
До 1 мая 2017 года являлся административным центром Прикалаусского сельсовета.

## Население
| 1989 | 2002  | 2010  | 2014  | 2023  |
| ---- | ----- | ----- | ----- | ----- |
| 942  | ↗1026 | ↘1015 | ↘1000 | ↗1059 |

По данным переписи 2002 года, 90 % населения — русские.

## Инфраструктура
- Железнодорожная станция Николина Балка СКЖД
- Центральный Дом культуры[10]
- Больница
- Узел связи
- Комплексный приёмный пункт

## Образование
- Детский сад № 37 «Сказка»[11]
- Средняя общеобразовательная школа № 15. Открыта 1 сентября 1981 года[12]

## Экономика
- Совхоз «Петровский». Является поселкообразующим предприятием и одним из крупнейших животноводческих производств края

## Памятники
- Обелиск воинам-землякам, погибшим в годы гражданской и Великой Отечественной войн. Открыт 7 октября 1967 года[13]
- Мемориальная доска на здании МКОУ СОШ №15 в память о Воробьёве, Викторе Васильевиче (1948—1995) — генерал-майор милиции, сотруднике советских и российских правоохранительных органов, долгое время возглавлявшем РОВД Петровского района, участнике боевых действий в Чеченской Республике[14]